# Guinetel
Guinetel (GNT) é uma sociedade de economia mista da Guiné-Bissau, do ramo das telecomunicações, que opera principalmente nos serviços de telefonia móvel e internet móvel.
A Guinetel foi criada em 2003 a partir da Guiné Telecom (operadora estatal de rede fixa). Foi a primeira operadora de celulares na Guiné-Bissau. Em 2010 possuía uma cobertura de mais ou menos 45% do território nacional.
A empresa tinha capital majoritário da Guiné Telecom, e minoritário da Portugal Telecom até 2010, quando passou praticamente todo o controle ao capital estatal guineense, permanecendo 5% de participação de posse do funcionalismo da empresa.